# Luci Munaci Planc (cònsol any 13)
Luci Munaci Planc (en llatí Lucius Munatius Plancus), va ser un magistrat romà. Era fill de Luci Munaci Planc (cònsol 42 aC) (Lucius Munatius L. F. L. N. Plancus). Formava part de la gens Munàcia i era de la família dels Planc.
Va ser cònsol l'any 13 amb Gai Sili. A l'any següent, després de la mort d'August, el senat romà el va enviar a posar fi al motí de les legions de Germània al territori dels ubis i es va escapar per ben poc de morir a mans dels amotinats.